# Nor'easter (filme)
Nor'easter é um filme independente de 2012 escrito e dirigido por Andrew Brotzman, sendo esta sua estreia na direção. O orçamento do longa foi arrecadado pelo diretor através do Kickstarter.

## Sinopse
Após desaparecer por anos, um garoto retorna misteriosamente para sua família e somente um padre decide investigar o que aconteceu.[carece de fontes?]

## Elenco
- David Call como Erik Angstrom
- Richard Bekins como Richard Green
- Liam Aiken como Josh Green
- Haviland Morris como Ellen Green
- Rachel Brosnahan como Abby Green
- Danny Burstein como Paul Moore
- Geary Smith como David Kracauer
- Emory Cohen como Danny Strout
- Barb Bowers como douctor
- Clarissa Brown como Beth
- Andreas Dely como policial
- Devin Fletcher como empregado na pizzaria
- Anne Foskett como mulher na igreja
- Christopher Jon Gombos treinador de hockey
- Camilla Gray como Rachel

## Recepção
Dennis Harvey, escrevendo para Variety disse que o "suspense psicológico 'Nor'easter' representa uma promissora, se não inteiramente satisfatória, estreia no longa-metragem do roteirista Andrew Brotzman. Um esforço consistentemente intrigante às vezes parece incerto sobre como equilibrar sua ênfase em duas histórias centrais"
Escrevendo para o IndieWire, Gabe Toro deu uma pontuação de B + dizendo: "À medida que os segredos se desvendam no tenso terceiro ato do filme, você pensaria que a história sairia dos trilhos, mas Brotzman mantém a direção firme, criando uma história íntima com baixos riscos práticos, mas muito espirituais (...) mas o filme não ressoa tão nitidamente como deveria (...) Mas “Nor'easter” nunca desrespeita ele ou os outros personagens ao criar um drama claustrofóbico com um final que provavelmente assombrará a maioria dos espectadores muito depois de os créditos terem rolado."